# ماريا كاسادو (مقدم تلفزيوني)
ماريا كاسادو (بالإسبانية: María Casado Paredes) (و. 1978  م) هي مقدمة تلفزيونية، وصحفية إسبانية، ولدت في برشلونة.

## التعليم
درست في جامعة برشلونة المستقلة
.

## وصلات خارجية
- ماريا كاسادو على موقع IMDb (الإنجليزية)
- ماريا كاسادو على موقع قاعدة بيانات الأفلام العربية
- ماريا كاسادو على موقع أول موفي (الإنجليزية)
- ماريا كاسادو على موقع قاعدة بيانات الفيلم (الإنجليزية)
- ماريا كاسادو على موقع كينوبويسك (الروسية)